# 2012年ロンドンオリンピックのスリナム選手団
2012年ロンドンオリンピックのスリナム選手団（2012ねんロンドンオリンピックのスリナムせんしゅだん）は、2012年7月27日から8月12日までイギリスのロンドンで開催されたロンドンオリンピックスリナム選手団の名簿。

## 選手団
- 人員: 選手 5人
- 開会式旗手: Chinyere Pigot

## 種目別選手・スタッフ名簿及び成績

### 陸上競技
- ユルゲン・テーメン（男子100m）10秒53 予選敗退
- キルステン・ニーウェンダム（女子200m）24秒07 予選敗退

### バドミントン
- バージル・スロレジョ（男子シングルス）1次リーグ敗退

### 競泳
- Diguan Pigot（男子100m平泳ぎ）1分5秒55 予選敗退
- Chinyere Pigot（女子50m自由形）26秒30 予選敗退